# Стіо
Стіо (італ. Stio) — муніципалітет в Італії, у регіоні Кампанія,  провінція Салерно.
Стіо розташоване на відстані близько 300 км на південний схід від Рима, 105 км на південний схід від Неаполя, 60 км на південний схід від Салерно.
Населення — 889 осіб (2014).
Щорічний фестиваль відбувається 17 травня. Покровитель — San Pasquale Baylon.

## Демографія
Населення за роками:

Станом на 1 січня 2023 року в муніципалітеті офіційно проживали 34 іноземці з 7 країн, серед них 25 громадян країн Євросоюзу та 2 громадяни України.

## Сусідні муніципалітети
- Кампора
- Джої
- Лаурино
- Мальяно-Ветере
- Оррія